# Macropis patellata
Macropis patellata là một loài ong trong họ Melittidae. Loài này được Patton miêu tả khoa học đầu tiên năm 1880.